# Gornja Jošanica
Gornja Jošanica (en serbe cyrillique : Горња Јошанича) est un village de Serbie situé dans la municipalité de Blace, district de Toplica. Au recensement de 2011, il comptait 268 habitants.

## Démographie
| 1948 | 1953  | 1961 | 1971 | 1981 | 1991 | 2002 | 2011 |
| ---- | ----- | ---- | ---- | ---- | ---- | ---- | ---- |
| 968  | 1 031 | 989  | 830  | 645  | 549  | 329  | 268  |

|  |